# Biff Henderson
James Jackson "Biff" Henderson, Jr., född 3 oktober 1946 i Durham i North Carolina, är en amerikansk komiker och TV-medarbetare. Henderson är mest känd som studiomannen i The Late Show with David Letterman, där han ibland också gjorde utomhusreportage för showens räkning.
Henderson är också veteran från Vietnamkriget.